# Каш (приток Или)
Каш — река, протекающая на западе Синьцзян-Уйгурского автономного района, в КНР. Является самым длинным и многоводным притоком р. Или, в которую впадает справа близ посёлка Ямату, обеспечивая до 27 % суммарного годового стока Или в озеро Балхаш. Длина Каша достигает 350 км, площадь бассейна составляет свыше 10 тыс. км².
Средний расход воды в низовьях составляет порядка 127 м³/с; хотя во время половодий регистрировались пики свыше 700 м³/с.
Истоки реки расположены у ледников в массиве Ирен-Хабырга (Восточный Тянь-Шань). Питание реки преимущественно ледниковое питание, чем и объяснается летнее половодье; в меньшей степени снеговое, дождевое и подземное. На протяжении почти 300 км Каш течёт на запад в продольной долине, расположенной между крутым хребтом Борохоро на севере и Аврал-Ула на юге. Затем, встретив сопротивление гор, резко поворачивает на юг. Местами русло пересекает труднодоступные горные ущелья. В среднем течении воды реки используется для орошения, водоснабжения населения и прочих хозяйственных нужд. В целом, из-за холодных зим горной котловины, долина Каша менее плододордна чем у Или. На реке расположен крупный посёлок Нилки, а также другие, более мелкие населённые пункты, которые соединяет трасса S-315. В среднем течении реки для регуляции стока и получения электроэнергии построена ГЭС с водохранилищем.